# Castela victorinii
Castela victorinii là một loài thực vật có hoa trong họ Thanh thất. Loài này được Acuña & Roíg mô tả khoa học đầu tiên năm 1950.